# Закір Куртнезір
Закір Куртнезір (Куртнезіров) (12 грудня 1933, с. Варнаутка, нині Гончарне, Бахчисарайський район АР Крим — 12 січня 2016, м. Сімферополь) — кримськотатарський письменник, поет, перекладач, журналіст. Член Спілки письменників СРСР (1978), Національної спілки письменників України. Заслужений журналіст Узбекистану.

## Життєпис
Народився 12 грудня 1933 р. в Криму. З дитинства цікавився літературою.
1944 року разом з родиною був депортований в Узбекистан.
Закінчив фізико-математичне відділення Наманґанського педагогічного інституту (1954). Десять років працював у школі.
1964 року заочно закінчив факультет журналістики Ташкентського університету.
Понад двадцять років працював редактором районних газет Ташкентської області. Очолював раду з кримськотатарської літератури Спілки письменників Узбецької РСР (1984—1986).
1991 року повернувся на історичну батьківщину. Жив у с. Шумхай (Зарічне) Сімферопольського району.
Активно займався виданням духовної літератури — багато років очолював відділ друку і видавничої справи Духовного управління мусульман Криму, був головним редактором суспільно-релігійної газети «Хидает»(«Вірний шлях»), заступником муфтія Криму.
Був автором і ведучим літературно-педагогічних передач на місцевому телебаченні.
Помер 12 січня 2016 р., похований у с. Мамут-Султан-4 (Добре) Сімферопольського району.
Композиторка Ельвіра Емір написала музичний твір для хору та симфонічного оркестру «Гузель К'ирим» («Чудовий Крим») на слова Закіра Куртнезіра.

## Творчість
Перші поетичні твори писав і публікував узбецькою мовою. З 1957 року, коли з′явилася кримськотатарська газета «Ленин байрагъы» («Ленінський прапор)», почав публікувати свої вірші рідною мовою. Головний мотив поезій — одвічна боротьба добра і зла. У Ташкенті було видано кілька поетичних збірок З. Куртнезіра: «Фиданлар» («Паростки»,1969), «Сизге багъышлайым» («Вам присвячую», 1978), «Сен кульгенде» (Твоя посмішка", 1982).
Збірку повістей «Мирас» (Ташкент, 1991) автор присвятив історії кримськотатарсткого народу, який пережив геноцид і повернувся через півстоліття на рідну землю. У книзі нарисів «Аджылыкъкъа баргъанда» («Здійснюючи хадж», Сімферополь, 1999) Закір Куртнезір розповідає про свою паломницьку подорож (хадж) до Мекки й Медини. Книга есеїв «Бабачыгъым, сизни къайдан тапайым?!» («Де Вас знайти, батьку?!», Сімферополь, 2010) присвячена проблемам взаємовідносин між поколіннями, втрати національної ідентичності кримськотатарської молоді.
Зробив переклад смислів Корану кримськотатарською мовою.
Окремі твори Закіра Куртнезіра перекладено українською, узбецькою, турецькою та іншими мовами.